# Stephen Hauschka
Stephen Theodore Hauschka, nome spesso scritto come Steven Hauschka, (Needham, 29 giugno 1985), è un ex giocatore di football americano statunitense che ha militato nel ruolo di placekicker nella National Football League (NFL). Al college ha giocato a football alla North Carolina State University.

## Carriera professionistica

### Minnesota Vikings
Hauschka firmò coi Minnesota Vikings dopo non essere stato scelto nel Draft NFL 2008, dividendosi nel ruolo di kicker con Ryan Longwell nella pre-stagione, prima di essere svincolato.

### Baltimore Ravens
Hauschka si unì ai Baltimore Ravens dopo essere stato svincolato dai Vikings. Il 15 settembre 2008 firmò per far parte della squadra di allenamento dei Ravens. Il 30 ottobre fu promosso nel roster attivo, dividendo i calci con lo storico kicker dei Ravens Matt Stover. Il suo primo tentativo di field goal da professionista lo calciò il 9 novembre 2008, contro gli Houston Texans, segnandolo con successo da una distanza di 54 yard.
Hauschka rifirmò coi Ravens il 17 marzo 2009, con la franchigia che decise di rinunciare a Stover. Il 17 novembre 2009, i Ravens svincolarono Hauschka, dopo che questi ebbe fallito il quarto field goal in stagione su un totale di 13 calciati.
Hauschka fece un provino per gli Atlanta Falcons il 24 novembre 2009 e per i Dallas Cowboys il 21 dicembre.

### Atlanta Falcons
Hauschka firmò con gli Atlanta Falcons il 29 dicembre 2009 dopo l'infortunio del placekicker Matt Bryant. Fu svincolato il 15 agosto 2010.

### Detroit Lions
Hauschka si unì ai Detroit Lions il 18 settembre 2010.Coi Lions disputò due gare di pre-stagione a causa dell'operazione chirurgica a una gamba del titolare Jason Hanson. Il 4 settembre 2010 fu svincolato dai Lions.

### Las Vegas Locomotives
Hauschka firmò con i Las Vegas Locomotives della United Football League il 4 ottobre 2010. L'8 ottobre Hauschka pareggiò il record della lega con 3 field goal segnati in una partita.

### Denver Broncos
Il 12 dicembre 2010, i Denver Broncos fecero firmare un contratto ad Hauschka dopo che un infortunio aveva posto fine alla stagione di Matt Prater. Il 3 settembre 2011 fu nuovamente svincolato.

### Seattle Seahawks

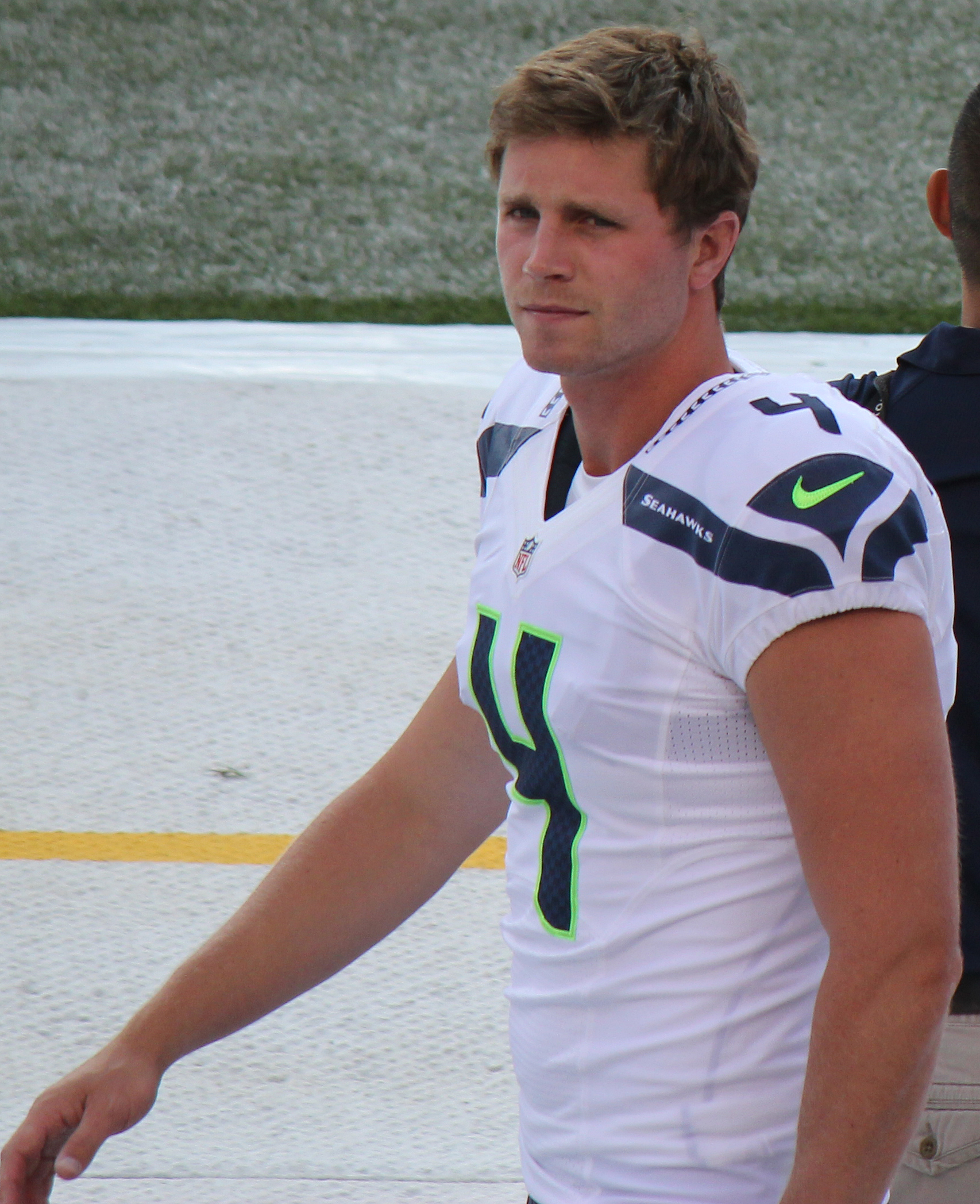
Hauschka nella pre-stagione 2012

Hauschka firmò coi Seattle Seahawks il 4 settembre 2011 dove trovò la propria dimensione. Nella gara della settimana 10 contro i Baltimore Ravens pareggiò il record di franchigia segnando 5 field goal in una partita, guidando Seattle a una sorprendente vittoria per 22-17 sui futuri finalisti della AFC.
Dopo una positiva stagione 2012 in cui segnò 24 field goal su 27 tentativi, nel primo turno di playoff vinto contro i Washington Redskins Hauschka si infortunò venendo inserito in lista infortunati. Divenuto free agent, il 19 aprile 2013 firmò un nuovo contratto con i Seahawks.
Nella settimana 4 della stagione 2013, Haushka segnò da 45 yard il field goal della vittoria ai supplementari contro gli Houston Texans, consentendo ai Seahawks di partire per la prima volta nella loro storia con un record di 4-0. Per questa prestazione fu premiato come miglior giocatore degli special team della NFC della settimana. La sua stagione regolare si concluse segnando 33 field goal su 35 tentativi (94%) segnando tutti i 44 tentativi di extra-point. I suoi 143 punti segnati complessivamente furono il secondo risultato stagionale della storia della franchigia dopo i 168 di Shaun Alexander nel 2005.

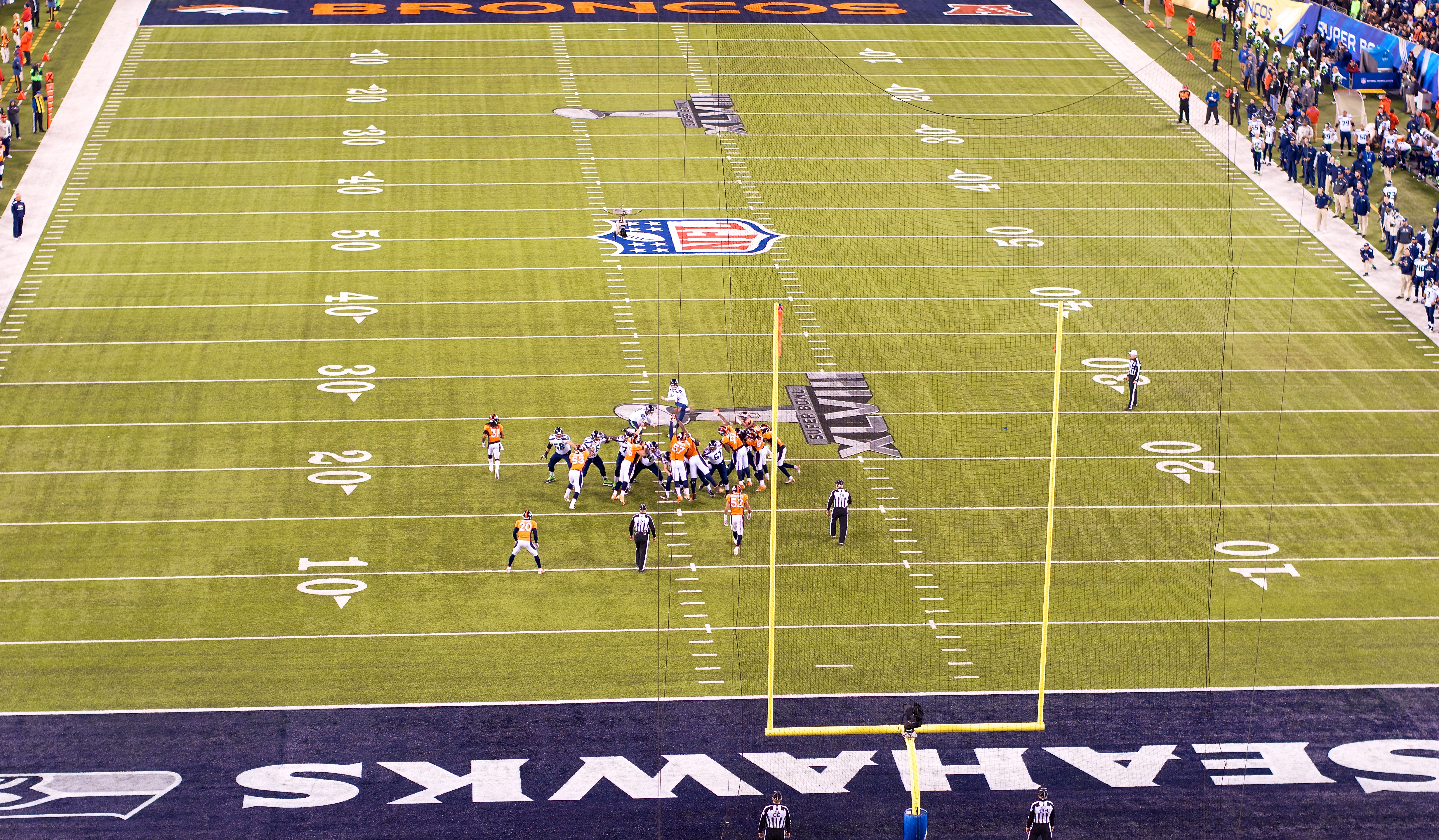
Un field goal di Haushka nel Super Bowl XLVIII

Il 2 febbraio 2014, nel Super Bowl XLVIII contro i Denver Broncos, Seattle dominò sin dall'inizio della gara, vincendo per 43-8. Hauschka si laureò campione NFL segnando entrambi i tentativi di field goal calciati nella partita, uno da 31 e uno da 33 yard.
Il 17 marzo 2014, Hauschka firmò coi Seahawks un rinnovo triennale del valore di 9,15 milioni di dollari, inclusi 3,35 milioni garantiti, che lo rese l'undicesimo kicker più pagato della lega. Nella vittoria della settimana 8 contro i Carolina Panthers stabilì un nuovo primato personale e pareggiò di primato di franchigia di Josh Brown segnando un field goal dalla distanza di 58 yard. La sua stagione si chiuse segnando 31 field goal su 37 e tutti i 41 tentativi di extra point. I Seahawks raggiunsero il secondo Super Bowl consecutivo, perdendo contro i Patriots.
Nel Monday Night Football del quarto turno della stagione 2015, Hauschka divenne il primo kicker dei Seahawks da Josh Brown nel 2007 a segnare due field goal da oltre 50 yard nella stessa gara. La sua annata si chiuse sbagliando solo due field goal (di cui uno bloccato) su 31 tentativi, per una percentuale di realizzazione di 93,5, la seconda migliore in carriera.
Il 4 dicembre 2016, Hauschka andò a segno con almeno un field goal per la 15ª partita consecutiva, un nuovo record di franchigia, superando il suo stesso primato.

### Buffalo Bills
Il 9 marzo 2017, Hauschka firmò con i Buffalo Bills. Nella vittoria a sorpresa del terzo turno sui Broncos segnò 4 field goal su 4 tentativi, incluso uno da 55 yard, venendo premiato come giocatore degli special team della AFC della settimana. Bissò tale riconoscimento sette giorni dopo segnando 3 field goal su 3, tra cui uno da 56 yard, nella vittoria sugli Atlanta Falcons. Hauschka coi Bills stabilì un nuovo record NFL con una striscia, iniziata nel 2015 con Seattle, di 13 field goal consecutivi segnati consecutivamente dalla distanza di almeno 50 yard. Tale primato si interruppe quando ne sbagliò uno da 52 yard nel primo tempo della gara contro i Kansas City Chiefs della settimana 12, rifacendosi però dopo pochi minuti segnandone uno da 56 yard.
Nel decimo turno della stagione 2018, nella vittoria sui New York Jets, Hauschka segnò tutti i 5 tentativi di field goal, incluso un massimo stagionale di 54 yard, venendo premiato come giocatore degli special team della settimana.

### Jacksonville Jaguars
Il 28 settembre 2020, Hauschka firmò con i Jacksonville Jaguars. Nella sua unica partita con la squadra sbagliò entrambi i tentativi di field goal, da 24 yard e da 49 yard, venendo svincolato il 12 ottobre. A fine stagione si ritirò.

## Palmarès

### Franchigia
- Super Bowl : 1

Seattle Seahawks: Super Bowl XLVIII
- National Football Conference Championship: 2

Seattle Seahawks: 2013, 2014

### Individuale
- Giocatore degli special team della NFC della settimana: 1

4ª del 2013
- Giocatore degli special team della AFC della settimana: 3

3ª e 4ª del 2017, 10ª del 2018

## Record NFL
- Maggior numero di field goal segnati consecutivamente dalla distanza di 50 o più yard: 13